# 巢湖平原
巢湖平原为长江中下游平原的一部分，在安徽省中部巢湖地区，年降水量1000毫米左右，农业发达，为著名的水稻产区。
明代詩人儲良材曾用"氣吞吳楚千帆落，影動星河五夜來"描寫巢湖，平原區包括了安徽的合肥市（除長豐縣江淮分水嶺以北地區）、原巢湖市各縣（今蕪湖、馬鞍山兩市之江北轄境）與六安市舒城縣。全區總面積16800多平方公里近900萬人口，人口密度為500人/平方公里。